# Nephrolepis
Nephrolepidaceae · Néphrolépide, Néphrolépis, Néphrolépidacées
Famille
Genre
Nephrolepis, le Néphrolépide ou Néphrolépis, unique représentant de la famille des Nephrolepidaceae (en français Néphrolépidacées), est un genre de fougères tropicales de l'ordre des Polypodiales.

## Description
Ce sont des fougères terrestres ou épiphytes, stolonifères, à tige courte, dressée, non articulée, aux frondes rapprochées, pubescentes ou glabres, pennées. Les pennes sont articulées, dimidiées. les nervures sont libres, la nervure médiane étant proéminente à la face supérieure. Les sores sont terminaux sur les nervures, dorsaux ou marginaux, arrondis ou allongés le long des marges. Le sporange a un anneau interrompu. Les spores sont bilatérales.

## Répartition
Ce genre est réparti sur les tropiques du monde entier (pantropical).

## Systématique
Le nom correct complet (avec auteur) de ce taxon est Nephrolepis Schott, publié en 1834 par le botaniste Heinrich Wilhelm Schott, dans son ouvrage Genera Filicum.
Le genre est nommé en français « Néphrolépide » ou « Néphrolépis », et la famille « Néphrolépidacées »,.

### Synonymes
Nephrolepis a pour synonymes :
- Lepidoneuron Fée
- Leptopleuria C.Presl
- Leptopleuria K.B.Presl, 1836
- Leptopleuron C.Presl
- Lindsayoides Nakai

### Liste des espèces
Selon la World Flora Online (WFO) (13 janvier 2025) :
- Nephrolepis abrupta (Bory) Mett.
- Nephrolepis acutifolia (Desv.) Christ
- Nephrolepis arida D.L.Jones
- Nephrolepis arthropteroides G.Kunkel
- Nephrolepis biserrata (Sw.) Schott
- Nephrolepis brownii (Desv.) Hovenkamp & Miyam.
- Nephrolepis cordifolia (L.) C.Presl
- Nephrolepis davalliae Alderw.
- Nephrolepis davallioides Kunze
- Nephrolepis dicksonioides Christ
- Nephrolepis equilatera A.Rojas
- Nephrolepis exaltata (L.) Schott
- Nephrolepis falcata (Cav.) C.Chr.
- Nephrolepis falciformis J.Sm.
- Nephrolepis flexuosa Colenso
- Nephrolepis grayumiana A.Rojas
- Nephrolepis hirsutula (G.Forst.) C.Presl
- Nephrolepis kuroiwae Makino
- Nephrolepis lauterbachii (Christ) Christ
- Nephrolepis obliterata (R.Br.) J.Sm.
- Nephrolepis obtusiloba A.Rojas
- Nephrolepis paludosa Sehnem
- Nephrolepis pectinata (Willd.) Schott
- Nephrolepis pendula (Raddi) J.Sm.
- Nephrolepis pickelii Rosenst. ex A.Samp.
- Nephrolepis radicans (Burm.) Kuhn
- Nephrolepis rivularis (Vahl) Mett. ex Krug
- Nephrolepis undulata (Afzel. ex Sw.) J.Sm.
- Nephrolepis ×averyi Nauman
- Nephrolepis ×copelandii W.H.Wagner
- Nephrolepis ×hippocrepicis Miyam.
- Nephrolepis ×medlerae W.H.Wagner
- Nephrolepis ×pseudobiserrata Miyam.